# Famille d'Arnaud
La famille d'Arnaud, anciennement Arnaud, est une ancienne famille noble originaire du Sisteron, éteinte au XIXe siècle.

## Histoire
La famille d'Arnaud appartient à la noblesse de la Haute-Provence, originaire de Sisteron.
Elle descend de Joseph Arnaud, installé à Aix, qui acquière la charge anoblissante de conseiller secrétaire du Roi en la chancellerie du parlement en 1685.[réf. nécessaire]
Il est le père de Joseph Arnaud de Nibles, qui épouse Elisabeth de Meyronnet, reçu au parlement de Provence.[réf. nécessaire]
Son fils, Louis Arnaud, conseiller au parlement, seigneur de Vitrolles, épouse Mlle de Suffren.[réf. nécessaire]

## Personnalités
- Eugène François d'Arnauld, baron de Vitrolles, homme politique français,
- Oswald d'Arnaud, né en 1796, lieutenant-colonel, conseiller général de l'Ardèche,
- Charles-Théodore d'Arnaud, né en 1832, conseiller général des Hautes-Alpes.

## Titre
- Baron (dit Comte par courtoisie) de Vitrolles[réf. nécessaire],
- Baron d'Empire (15 juin 1912, pairs héréditaire (27 janvier 1830),
- Seigneur de Nibles et Virtolles[réf. nécessaire].

## Armes
| Image | Armoiries                                                                                  |
| ----- | ------------------------------------------------------------------------------------------ |
|       | Armes: D'azur au lion d'or, lampassé et armé de gueules - Devise : Eo dulcior quo fortior. |

## Principales alliances
Les principales alliances de la famille sont :
- de Suffren, de Pina, de Folleville, de Meyronnet, de Calvière, d'Arbaud-Joucques, de Maussion, des Isnard.